# Скітчестн
Скітчестн (англ. Skeetchestn) — індіанська резервація в Канаді, у провінції Британська Колумбія, у межах регіонального округу Томпсон-Нікола.

## Населення
За даними перепису 2016 року, індіанська резервація нараховувала 293 особи, показавши зростання на 15,8%, порівняно з 2011-м роком. Середня густина населення становила 3,7 осіб/км².
З офіційних мов обидвома одночасно володіли 5 жителів, тільки англійською — 290. Усього 35 осіб вважали рідною мовою не одну з офіційних, з них усі — одну з корінних мов.
Працездатне населення становило 56,8% усього населення, рівень безробіття — 12%.

## Клімат
Середня річна температура становить 6,3°C, середня максимальна – 21,8°C, а середня мінімальна – -12,6°C. Середня річна кількість опадів – 337 мм.
| Клімат поселення                              | Клімат поселення | Клімат поселення | Клімат поселення | Клімат поселення | Клімат поселення | Клімат поселення | Клімат поселення | Клімат поселення | Клімат поселення | Клімат поселення | Клімат поселення | Клімат поселення | Клімат поселення |
| Показник                                      | Січ.             | Лют.             | Бер.             | Квіт.            | Трав.            | Черв.            | Лип.             | Серп.            | Вер.             | Жовт.            | Лист.            | Груд.            |                  |
| Середній максимум, °C                         | 0,34             | 3,83             | 8,76             | 12,84            | 17,56            | 21,25            | 21,84            | 21,70            | 16,88            | 10,66            | 3,83             | −1,5             |                  |
| Середня температура, °C                       | −6,11            | −2,64            | 2,30             | 6,37             | 11,10            | 14,79            | 17,88            | 17,72            | 12,90            | 6,68             | −0,16            | −5,46            |                  |
| Середній мінімум, °C                          | −12,58           | −9,1             | −4,16            | −0,08            | 4,64             | 8,33             | 13,89            | 13,74            | 8,93             | 2,70             | −4,13            | −9,43            |                  |
| Норма опадів, мм                              | 21               | 13               | 15               | 19               | 36               | 48               | 41               | 33               | 29               | 24               | 29               | 29               |                  |
| Середньомісячна швидкість вітру, м/с          | 2.20             | 2.30             | 2.60             | 2.83             | 2.60             | 2.41             | 2.26             | 2.10             | 2.01             | 2.26             | 2.36             | 2.30             |                  |
| Середньомісячна сонячна радіація, кДж/м²·день | 3167             | 6222             | 10974            | 16086            | 19436            | 21078            | 21952            | 18749            | 13128            | 7411             | 3516             | 2428             |                  |
| --------------------------------------------- | ---------------- | ---------------- | ---------------- | ---------------- | ---------------- | ---------------- | ---------------- | ---------------- | ---------------- | ---------------- | ---------------- | ---------------- | ---------------- |
| Джерело:                                      |                  |                  |                  |                  |                  |                  |                  |                  |                  |                  |                  |                  |                  |